# Grayenulla
Grayenulla är ett släkte av spindlar. Grayenulla ingår i familjen hoppspindlar.
Kladogram enligt Catalogue of Life:
| Grayenulla | \| \| Grayenulla australensis \| \| \| \| \| \| Grayenulla dejongi \| \| \| \| \| \| Grayenulla nova \| \| \| \| \| \| Grayenulla spinimana \| \| \| \| \| \| Grayenulla waldockae \| \| \| \| \| \| Grayenulla wilganea \| \| \| \| \| \| Grayenulla wishartorum \| \| \| \| |
|            | \| \| Grayenulla australensis \| \| \| \| \| \| Grayenulla dejongi \| \| \| \| \| \| Grayenulla nova \| \| \| \| \| \| Grayenulla spinimana \| \| \| \| \| \| Grayenulla waldockae \| \| \| \| \| \| Grayenulla wilganea \| \| \| \| \| \| Grayenulla wishartorum \| \| \| \| |
|            | Grayenulla australensis |
|            | |
|            | Grayenulla dejongi |
|            | |
|            | Grayenulla nova |
|            | |
|            | Grayenulla spinimana |
|            | |
|            | Grayenulla waldockae |
|            | |
|            | Grayenulla wilganea |
|            | |
|            | Grayenulla wishartorum |
|            | |